# Infrasuono

Diagramma che mostra la scala delle frequenze.

Un infrasuono è un'onda sonora con frequenza di vibrazione inferiore a 20 Hz (ossia 20 vibrazioni al secondo), inferiore alla soglia di udibilità dell'orecchio umano. 
La gamma di frequenza degli infrasuoni (dai 16-17 Hz fino al limite minimo di 0,001 Hz) è la stessa che viene registrata dai sismografi e utilizzata per il monitoraggio dei terremoti.
Gli infrasuoni sono caratterizzati dalla capacità di propagarsi su lunghe distanze e di aggirare gli ostacoli con poca dissipazione di energia.
Possono essere prodotti da fenomeni naturali (ad esempio i tuoni o il vento), da alcuni animali (come elefanti, coccodrilli, balene e delfini) oppure da fonti artificiali (il traffico stradale, gli aerei, le fabbriche). 

## Storia
La prima osservazione di infrasuoni naturali è stata fatta in seguito all'eruzione del vulcano Krakatoa, nel 1883, quando le onde sono state registrate in tutto il mondo dai barometri. 
Gli infrasuoni sono stati utilizzati anche durante la prima guerra mondiale per localizzare l'artiglieria. 
Uno dei pionieri della ricerca sugli infrasuoni è stato lo scienziato francese Vladimir Gavreau, nato in Russia come Vladimir Gavronsky. Il suo interesse per gli infrasuoni nacque nel suo laboratorio nel 1960, dove lui e i suoi collaboratori, effettuando esperimenti sulle onde, avvertirono dolori ai timpani delle orecchie senza che nessuno avesse udito alcun suono. Gavreau concluse che si era trattato di un infrasuono e immediatamente iniziò a lavorare alla preparazione di opportuni esperimenti di laboratorio. Uno di questi consistette nella produzione di un fischio infrasonico.

## Gli infrasuoni in natura
Gli infrasuoni possono essere prodotti da fenomeni naturali come tuoni, venti, terremoti, eruzioni vulcaniche, valanghe, cascate e cadute di iceberg, oppure da dispositivi costruiti dall'uomo, ad esempio dai boom sonici prodotti dagli aerei, da macchine come i motori diesel o le turbine eoliche, da trasduttori meccanici appositamente progettati e su vasta scala da altoparlanti subwoofer, oppure da esplosioni, sia chimiche che nucleari.
Accidentalmente alcuni scienziati hanno scoperto che il nucleo di filatura o il vortice di un tornado crea onde infrasoniche. 
Quando i vortici sono grandi, le frequenze sono più basse; piccoli vortici hanno frequenze più alte. 
Questi infrasuoni possono essere rilevati per un massimo di circa 161 km (100 miglia) di distanza, quindi possono essere utilizzati come segnale di allarme dell'arrivo di un tornado.
I tuoni, anche se sono lontani al punto tale da non essere uditi dall'orecchio umano, possono propagare onde sonore di pressione infrasoniche in grado di far vibrare i vetri delle finestre. 

## Le reazioni degli animali agli infrasuoni
Balene, elefanti, ippopotami, rinoceronti, giraffe, okapi, e alligatori sono noti per l'uso di infrasuoni per comunicare su diverse distanze fino a molte miglia (come nel caso delle balene). 
È stato anche suggerito che gli uccelli migratori usino gli infrasuoni generati da fonti naturali (quali il flusso d'aria turbolento che scavalca le catene montuose) come un aiuto alla navigazione. 
Gli elefanti, in particolare, producono onde infrasoniche che viaggiano attraverso il terreno e sono avvertite da altri gruppi di esemplari. 
A proposito dei modelli comportamentali degli animali e gli effetti degli infrasuoni prodotti dalle catastrofi naturali, gli animali sono noti per la loro capacità di percepire le onde infrasoniche che si propagano attraverso il terreno e utilizzarli come segnali di allarme.
Un esempio si è avuto in occasione del terremoto e maremoto dell'Oceano Indiano del 2004, quando gli animali hanno abbandonato la zona molto tempo prima che lo tsunami si abbattesse tragicamente sulle coste dell'Asia. 

Non è tuttavia certo che sia stata questa la ragione della fuga degli animali in tale situazione, in quanto si ipotizza anche che essi abbiano avvertito la presenza di onde elettromagnetiche.
Gli elefanti sono conosciuti per la loro capacità di udire gli infrasuoni da vari chilometri di distanza. 

Predatori come la tigre, con il loro ruggito, creano infrasuoni che disorientano le prede e ne facilitano la cattura.

## Le reazioni umane agli infrasuoni
È noto che gli esseri umani, in presenza di infrasuoni, reagiscono provando disagio fisiologico e sentimenti di soggezione, paura, ansia e tristezza. Le onde di frequenza compresa tra 0,5 e 10 Hz ad alto volume sono sufficienti a mettere in vibrazione il vestibolo (parte del labirinto auricolare, nell'orecchio interno). Gli infrasuoni, ad esempio quelli prodotti dai condizionatori e dagli aerei, provocano sensazioni di fatica, vertigine, nausea (l'organo umano che regola l'equilibrio ed è responsabile di questi sintomi è proprio il labirinto auricolare) e mal di testa.
La percezione di tali stimoli senza essere in grado di comprenderne la causa, in quanto l'udito umano non può percepire in alcun modo queste onde sonore, può portare ad un effetto di sensazione soprannaturale. 
Onde infrasoniche vengono generate anche normalmente dal corpo umano: ad esempio le fibre muscolari che scivolano l'una sull'altra per permettere il movimento producono onde di questo genere, il cuore produce infrasuoni attorno ai 20 Hz e anche le orecchie producono infrasuoni, chiamati EOAS (Emissioni Oto-Acustiche Spontanee).

### Esperimenti a 17 Hz
Il 31 maggio 2003, un team di ricercatori del Regno Unito ha effettuato un esperimento in cui 750 persone sono state esposte a musica mescolata con suoni a forma d'onda sinusoidale di frequenza pari a 17 Hz e livello sonoro "vicino alla soglia di udibilità", prodotti da woofer montati a due terzi del percorso dal termine di un tubo di plastica per fognatura della lunghezza di 7 metri. 

Il concerto sperimentale è avvenuto nel Purcell Room nel corso di due spettacoli, ciascuno composto di quattro brani musicali. Due dei quattro brani di ogni spettacolo avevano l'onda sonora a 17 Hz in sottofondo senza che gli ascoltatori ne fossero a conoscenza. 

Un numero significativo di persone che hanno assistito a tale concerto (il 22%), intervistate, hanno dichiarato di aver provato, proprio durante i brani con l'infrasuono, un senso di ansia, disagio e nervosismo, sentimenti di orrore o di paura, brividi lungo la colonna vertebrale e sensazione di pressione sul torace.